# Ilhuícatl-Tonatiuh

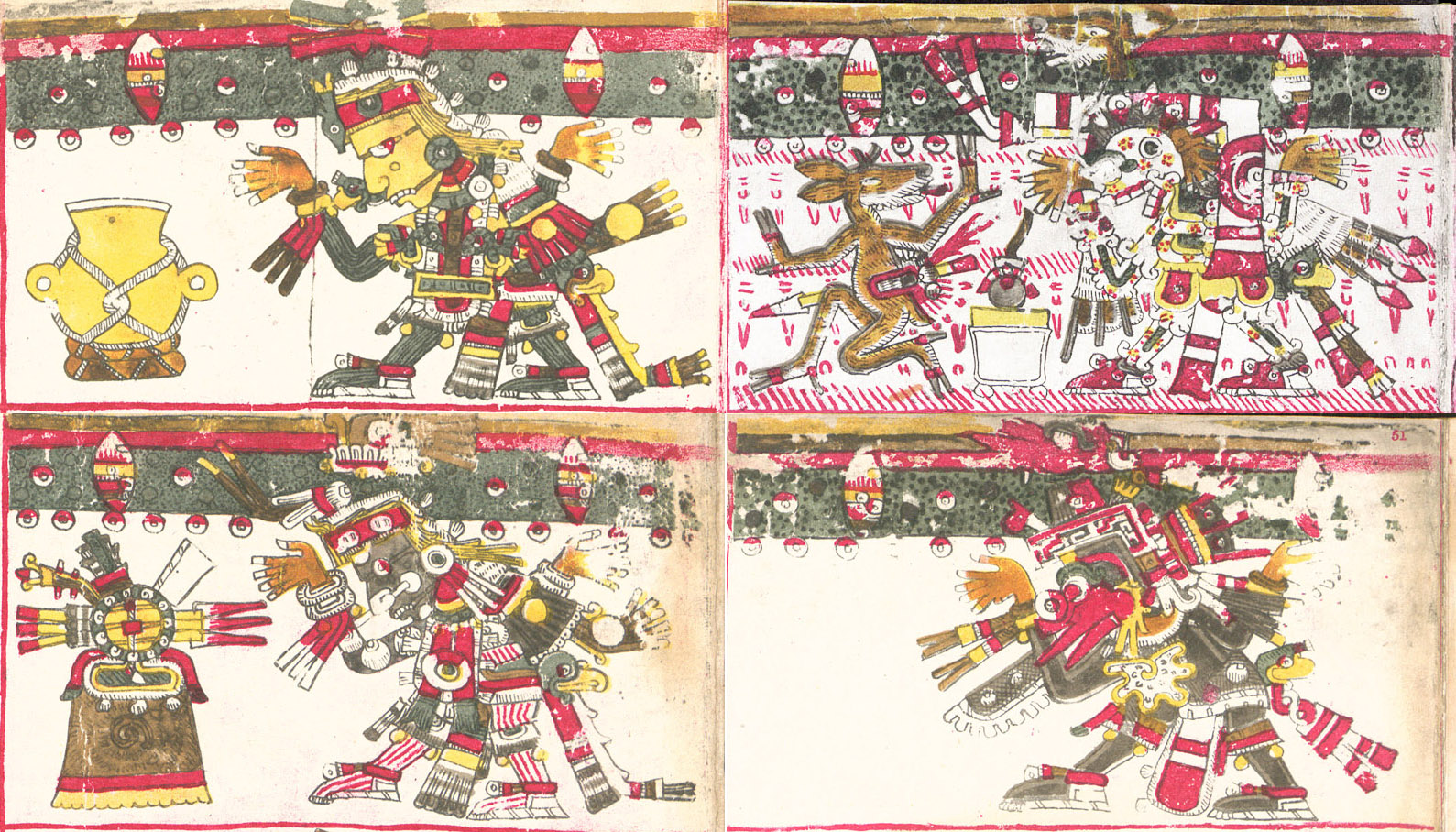
Los cuatro puntos cardinales o reinos del universo horizontal descritos en el Códice Borgia según la Cosmogonía mexica.

Ilhuícatl-Tonatiuh (del náhuatl: ilhuicatl-tonatiuh ‘el cielo donde (está) el sol’‘ilhuicatl, cielo; tonatiuh, el sol’) en la mitología mexica es el tercer estrato celeste del universo vertical según la Cosmogonía mexica, es el sitio donde se mueve el Sol, siendo la morada del occidente del dios amarillo, Tonatiuh, donde se desplaza el sol hasta sumergirse en el Mictlán cada atardecer, por la noche.